# Bzenica (Słowacja)
Bzenica – wieś (obec) na Słowacji położona w kraju bańskobystrzyckim, w powiecie Żar nad Hronem. Pierwsze wzmianki o miejscowości pochodzą z roku 1326. 
Według danych z dnia 31 grudnia 2012, wieś zamieszkiwało 559 osób, w tym 264 kobiety i 295 mężczyzn.
W 2001 roku pod względem narodowości i przynależności etnicznej 99,64% mieszkańców stanowili Słowacy, a 0,36% Czesi.
Ze względu na wyznawaną religię struktura mieszkańców kształtowała się w 2001 roku następująco:
- Katolicy rzymscy – 89,25%
- Grekokatolicy – 0,36%
- Ewangelicy – 0,55%
- Ateiści – 4,37%
- Nie podano – 5,46%

W Bzenicy urodził się Andrej Kmeť (1841-1908), słowacki ksiądz katolicki, a jednocześnie przyrodnik, archeolog, historyk i etnograf.